# Pointe de Béninz
La pointe de Béninz est une presqu'île du golfe du Morbihan, sur la commune d'Arzon (Morbihan).

## Étymologie
Béninz se dit en breton "Bénöns".

## Géographie
Située sur la presqu'île de Rhuys, la pointe de Béninz se situe à 500 mètres dans le sud-est de la pointe du Béché.
Elle fait face à la pointe de Nioul à environ 1 000 mètres au nord, située sur l'île aux Moines, une des îles du golfe du Morbihan.
L'île de Govihan se trouve à environ 1 000 mètres au nord-est.